# Yara Mandel
Pour les articles homonymes, voir Mandel.
Yara Mandel née le 2 septembre 2001, est une joueuse allemande de hockey sur gazon.

## Carrière
Elle a fait ses débuts en équipe première le 25 juin 2022 contre la Chine à Bois-le-Duc lors de la Ligue professionnelle 2021-2022.

## Palmarès
- : 1er à l'Euro U21 2022.